# Rodzaje prawa
Wyróżnia się różne rodzaje prawa:
- prawo stanowione (ustawowe) (ang. statutory law)
- prawo precedensowe (sądowe) (ang. precedential law)
- prawo zwyczajowe
- prawo kontraktowe (umowne, konsensualne)
- prawo prawnicze
- prawo religijne
- prawo natury[1].

## Prawo stanowione
Na prawo stanowione składają się akty prawa stanowionego (na prawo ustawowe (ang. statutory law) ustawy). Akty prawa stanowionego to np. konstytucje, ustawy, rozporządzenia, uchwały, zarządzenia, edykty, dekrety, patenty, ordonanse, kodeksy, regulaminy, statuty itp. Inną spotykaną na nie nazwą są akty prawodawcze lub akty normatywne. 
Ten rodzaj prawa wiążą się ściśle z pozytywizmem prawniczym. Jest ono też charakterystyczne dla systemów prawa kontynentalnego, a więc systemów prawnych, do jakich wykształcenia się doszło na kontynencie europejskim z wyłączeniem wysp brytyjskich – co nie znaczy jednak, że nie występuje one również w innych systemach prawnych.

## Prawo precedensowe
Na prawo precedensowe składają się dotychczas wydane orzeczenia sądowe. Zwie się je precedensami. Ich całokształt konstytuuje tzw. case law – co w bezpośrednim tłumaczeniu na język polski znaczy prawo spraw sądowych (prawo precedensowe lub prawo sądowe (ew. sędziowskie) albo prawo tworzonym przez sędziów (ang. precedential law i judge-made law)). W przypadku dotychczas wydanych orzeczeń sądowych za prawo nie uważa się tekstu aktu prawa stanowionego, ale taki, a nie inny sposób rozstrzygnięcia sprawy danego rodzaju lub jakiś fragment sądowego uzasadnienia, ewentualnie coś, co można z tego rozstrzygnięcia/fragmentu wywnioskować. Wśród takich orzeczeń wyróżnia się tzw. precedensy de iure i precedensy de facto. 
Precedensy de iure są prawnie wiążące i stanowią prawo w pełnym tego słowa znaczeniu. Precedensy de facto, choć nie są zrównane z prawem, posiadają pewne argumentacyjne znaczenie i mogą być przywoływane w dyskursie prawnym. 
Wiążące prawnie precedensy sądowe występują w znacznym stopniu w systemach prawnych typu common law, czyli np. w Zjednoczonym Królestwie Wielkiej Brytanii i Irlandii Północnej oraz Stanach Zjednoczonych Ameryki, a precedensy prawnie niewiążące są obecne głównie w systemach prawa kontynentalnego. W Polsce precedensami de facto są orzeczenia Sądu Najwyższego, precedensami de iure wyroki Trybunału Konstytucyjnego, jakie wiążą powszechnie, i ewentualnie uchwały Naczelnego Sądu Administracyjnego, które wiążą podległe temu sądowi wojewódzkie sądy administracyjne.

## Prawo zwyczajowe
Na prawo zwyczajowe składają się prawne zwyczaje. Można je w pewien sposób wiązać ze skandynawskim realizmem prawnym i niemiecką szkołą historyczną. 
Do tego, aby powstał zwyczaj prawny, konieczne jest łączne wystąpienie dwóch elementów:
- tzw. usus,
- tzw. opinio iuris[4].

Usus oznacza dającą się zaobserwować ustaloną praktykę. Opinio iuris oznacza przeświadczenie, że niezastosowanie się do tej praktyki stanowi naruszenie prawa. 
Czasem wprowadza się dodatkowe jeszcze kryteria. Na przykład dodaje się, że taka dająca się zaobserwować ustalona praktyka ma być długotrwała (łac. longa consuetudo), jednolita, niezmienna (stała), nieprzerwana i powszechna oraz że nie wykształciła się praktyka jej przeciwstawna. Charakter prawny zaś tej praktyki – w ocenie tych, którzy się do niej stosują/przestrzegają jej – ma być niezbędny (łac. opinio iuris sive necessitatis). Przeświadczenie o nim ma istnieć zaś nie tylko po stronie tych, których zachowania ta praktyka dotyczy, ale również po stronie sędziów i urzędników, którzy na jej podstawie wydają wyroki/decyzje administracyjne. 
Znaczenie prawa zwyczajowego było szczególne w wiekach średnich. W teraźniejszej Polsce prawo zwyczajowe w zasadzie nie występuje. Niektórzy próbują się go doszukiwać w polskim prawie konstytucyjnym, dopuszczając jego istnienie w kwestiach nieunormowanych w tym prawie prawem stanowionym (np. w odniesieniu od tego, jakie partie mają zajmować miejsca po której stronie sali sejmowej, lub uzasadniając nim moc prawną tzw. zasady dyskontynuacji prac parlamentarnych, zgodnie z którą Sejm nowej kadencji nie zajmuje się sprawami, jakich nie doprowadził do końca Sejm poprzedniej kadencji).
W Wielkiej Brytanii za prawo uchodzą zwyczaje lokalne, a więc takie, jakie do jakich wykształcenia się doszło w niektórych partiach królestwa, pod warunkiem jednak, że:
- są one rozsądne,
- nie pozostają w sprzeczności z ustawami,
- są faktycznie przestrzegane jako prawo,
- swoim istnieniem sięgają niepamiętnych czasów[5].

Spełnienie tej ostatniej przesłanki się tu domniemuje (to nie ten, kto się na dany zwyczaj powołuje, ma wykazać, że jest to zwyczaj z czasów niepamiętnych, ale ten, kto nie chce, by zwyczaj ten był traktowany jako prawo, musi wykazać, że tak nie jest). 
W Królestwie Norwegii nie tak dawno, bo jeszcze w pierwszej połowie XX w., za prawo najwyższe zwykło się uznawać nie prawo sądowe lub stanowione, lecz właśnie prawo zwyczajowe. To ostatnie mogło wypełniać luki w norweskim prawie stanowionym oraz wyznaczać kierunki jego interpretacji. Mogło ono też to prawo zmienić lub nawet uchylić. Dotyczyło to przy tym zarówno obszaru prawa prywatnego, prawa karnego i prawa procedur sądowych, jak i domeny prawa konstytucyjnego.
Obecnie z prawem zwyczajowym mamy natomiast do czynienia na większą skalę nadal w prawie międzynarodowym. Do powstania prawnego zwyczaju dochodzi tu jednak często nie drogą wykształcenia się jakiejś ustalonej praktyki i opinii, że postępowanie zgodnie z tą praktyką jest prawnie uzasadnione, ale drogą cichej zgody, tzw. tacitus cosensus, a więc przyzwolenia ze strony innych na jakieś zachowanie w sensie nieuznawania tego zachowania za naruszające prawo międzynarodowe. 
Szczególnym źródłem prawa zwyczajowego jest tzw. desuetudo, które polega na pojawieniu się zwyczaju sprzecznego z dotychczasowym prawem i pozbawieniu z tego powodu tego prawa mocy wiążącej. Takie zjawisko znane jest na przykład Szwecji. W Polsce desuetudo nie występuje. 
Od prawa zwyczajowego trzeba odróżniać zwyczaje, którym prawo stanowione nadaje charakter źródła prawa. Te ostatnie różnią się od prawa zwyczajowego tym, że stają się prawem nie same z siebie, lecz z mocy prawa stanowionego i w granicach tym prawem zakreślonych (w granicach sankcjonowania, uznawania ich tym prawem).  W odniesieniu do nich nie jest też konieczne wystąpienie opinio iuris.  Wystarczy powstanie samego usus. W Polsce o zwyczajach, którym prawo stanowione nadaje charakter źródła prawa, możemy mówić np. w przypadku prawa cywilnego, prawa spółek handlowych, indywidualnego prawa pracy  i prawa morskiego. Tak zgodnie z art. 56 i 65 § 1 Kodeksu cywilnego „czynność prawna wywołuje nie tylko skutki w niej wyrażone, lecz również te, które wynikają z ustawy, z zasad współżycia społecznego i z ustalonych zwyczajów”, „oświadczenie woli należy tak tłumaczyć, jak tego wymagają ze względu na okoliczności, w których złożone zostało, zasady współżycia społecznego oraz ustalone zwyczaje”.

## Prawo umowne
Na prawo umowne (kontraktowe lub konsensualne) składają się umowy. Mogą one mieć różną nazwę jak np. traktaty, układy, konwencje, przymierza, pakty, konkordaty, porozumienia, karty, deklaracje, zakładowe i ponadzakładowe układy zbiorowe pracy itp. Istotna jest tutaj jednak nie nazwa, ale sam sposób, za pomocą jakiego dochodzi do powstania prawa, a sposobem tym jest porozumienie pomiędzy adresatami prawa lub pomiędzy ich reprezentantami (przedstawicielami).
W dawnej Polsce za koronny przykład prawa umownego służyły pacta conventa, jakie zawierane były między królem elektem a polską szlachtą. 
W średniowiecznej Anglii przykładem prawa umownego była Wielka Karta Swobód (Magna Charta Libertatum), do jakiej wypracowania doszło w 1215 r. między królem Anglii Janem bez Ziemi a zbuntowanymi ówczesnymi angielskimi baronami. 
Powyższe umowy miały też charakter samoistny (≈ publiczno-prawny).
Dzisiaj w Polsce prawo umowne tworzone jest głównie w zakresie, jaki przewidziany jest przez prawo stanowione. Należą do niego zwłaszcza umowy i ugody, jakie są zawierane w polskim prawie cywilnym, prawie autorskim i pokrewnym, prawie spółek handlowych czy indywidualnym i zbiorowym prawie pracy. 
W polskim zbiorowym prawie pracy prawo umowne powstaje drogą tzw. zakładowych i ponadzakładowych (obejmujących więcej aniżeli jeden tylko zakład pracy) zbiorowych układów pracy i innych porozumień zbiorowych, których stronami są związki zawodowe (zakładowe oraz ponadzakładowe organizacje związkowe) i pracodawcy lub ich organizacje.
Do prawa kontraktowego należą też dzisiaj w Polsce porozumienia, jakie mogą zawierać jednostki samorządu terytorialnego ze sobą i z organami administracji rządowej w sprawie wykonywania (powierzenia prowadzania) zadań publicznych, oraz umowy zawierane przez Radę Ministrów z przedstawicielami kościołów i związków wyznaniowych innych niż Kościół Katolicki.
Prawo kontraktowe na dużą skalę występuje dzisiaj w prawie międzynarodowym publicznym w postaci: umów, traktatów, kart, paktów, konwencji, układów itp., do jakich zawierania dochodzi między państwami i ewentualnie rządowymi organizacjami międzynarodowymi. 

## Prawo prawnicze
Na prawo prawnicze składają się poglądy i opinie uczonych w prawie.
Dawniej poglądy i opinie uczonych w prawie, zwłaszcza gdy pochodziły od osób znamienitych, cieszących się dużym autorytetem, mogły mieć charakter wiążący. 
Z dużym prawdopodobieństwem w starożytnym Rzymie w ramach tzw. ius publice respondendi ex auctoritate principis wybrani eksperci w prawie mogli z upoważnienia cesarza formułować wypowiedzi na temat prawa (tzw. responsa), które pod warunkiem, że nie były ze sobą sprzeczne, wiązały sędziów.
Również w średniowieczu wydziały prawa na uniwersytetach na prośbę sądów wydawały – mniej lub bardziej wiążące dla tych ostatnich – opinie co do istniejącego w danej materii prawa. 
W XII w. w libertariańskiej (anarchistycznej) Republice Islandii obowiązywała też zasada, że jako prawo powinno się traktować to, co znajduje się w księgach. Ponieważ zaś ksiąg o prawie było tam w tym czasie wiele i ich zawartość mogła się różnić, pierwszeństwo miało przypadać tym z nich, jakie były w posiadaniu biskupów. Jeśli zaś treść i tych ostatnich ksiąg nie była jednakowa, należało się oprzeć na tej z nich, której zapisy omawiały daną kwestię prawną w sposób bardziej wyczerpujący (były obszerniejsze, bardziej szczegółowe), a jeśli brak było pod tym względem między nimi różnic, na tej, która znajdowała się w biskupstwie w Skálaholt (a nie w biskupstwie w Hólar). W przypadku ksiąg, których nie posiadali biskupi, większą wagę wśród nich miała mieć księga wodza Hafliði, jaka została sporządzona zimą na przełomie 1117 i 1118 r. u niego w domu w ramach przeprowadzanej wówczas kodyfikacji islandzkiego prawa.
Obecnie opinie i poglądy prawników są niewiążące. Wyjątek stanowią są tzw. the Restatements of the Law, odnośnie do których niektóre sądy w Stanach Zjednoczonych przyjmują, że będą je stosować w razie braku prawa ustawowego lub precedensowego. Nie upoważnia się też dzisiaj prawników do udzielania porad prawnych, które miałyby później ograniczać sędziów w tym, jak mają oni orzekać. 
W praktyce jednak zarówno sędziowie i urzędnicy, jak i adwokaci, radcowie prawni, doradcy podatkowi i prokuratorzy powołują się na poglądy i opinie, których autorami są osoby cieszące się w środowisku prawniczym jakimś autorytetem. Poglądy/opinie te – choć nie mogą, przynajmniej w Polsce, stanowić podstawy prawnej dla wydania wyroku lub decyzji administracyjnej – służą za swoisty argument w dyskursie prawnym i występują często pod nazwą opinii i poglądów przedstawicieli nauki prawa (gdy pochodzą od akademików) lub doktryny prawniczej (gdy pochodzą od akademików lub praktyków prawa, np. adwokatów lub radców prawnych).
Gdy przedstawiciele doktryny prawniczej są w jakiejś kwestii prawnej jednomyślni mówi się o tzw. communis opinio doctorum, które uchodzi za silny argument w postępowaniu przed sądem. Najczęściej jednak przedstawiciele ci są w swoich zapatrywaniach na prawo podzieleni (zajmują odmienne stanowiska), w którym to przypadku mówi się o tzw. sporach w doktrynie. 
Opinie i poglądy prawników można znaleźć przede wszystkim w tzw. komentarzach do poszczególnych kodeksów lub innych ustaw, monografiach naukowych, podręcznikach akademickich oraz artykułach i polemikach oraz glosach do dotychczas wydanych wyroków sądowych, jakie ukazują się w prasie prawniczej. Opinie/poglądy takie mogą się dzisiaj również znajdować w gazetach „codziennych” („powszechnych”), szczególności w  tzw., dołączanych do nich, „dodatkach prawnych”. Są one także zamieszczane na stronach różnych serwisów internetowych, a nawet poszczególnych kancelarii prawnych, w tym w postaci porad prawnych (odpowiedzi na zadane przez kogoś, kto chciał się w kwestiach prawnych skonsultować, konkretne pytanie).

## Prawo religijne
Na prawo religijne składa się treść świętej księgi lub ksiąg oraz komentarze do niej/nich. Jest ono  prawem państwowym w sensie prawa ustanawianego lub uznawanego przez dane państwo: 
- bądź dlatego, że prawo państwowe odsyła do niego w określonych materiach,
- bądź dlatego, że jest ono w określonych lub nawet wszystkich materiach uważane w danym państwie za prawo państwowe[13].

Przykładem prawa religijnego jest prawo szariatu i prawo judaistyczne. 
Prawo szariatu wywodzi się z Koranu, który zawiera objawienia otrzymane przez Mahometa, i Sunny Proroka, na jaką składają się czyny, wypowiedzi oraz sposób postępowania Proroka. Jego elementem jest też „zgodność opinii” po stronie uczonych lub innych jeszcze wyznawców (idżma) oraz wnioski, do jakich dochodzi się drogą rozumowania przez podobieństwo (kijas), które służą do uzupełniania luk w sprawach nieuregulowanych przez Sunnę i Koran. Występuje ono między innymi w Arabii Saudyjskiej, Iranie, Sudanie, Libii i Zjednoczonych Emiratach Arabskich. 
Na prawo judaistyczne składają się zapisy Starego Testamentu, Talmudu, Tory i przede wszystkim tzw. Nakrytego Stołu. Jest też ono w pewnym zakresie uznawane dzisiaj przez państwo Izrael.

## Prawo natury
Na prawo natury składają się nakazy rozumu, poczucie tego co słuszne i zasadne albo odwieczne prawa boskie lub prawa przyrody.
W Polsce zgodnie z art. 30 Konstytucji Rzeczypospolitej Polskiej: „Przyrodzona i niezbywalna godność człowieka stanowi źródło wolności i praw człowieka i obywatela. Jest ona nienaruszalna, a jej poszanowanie i ochrona jest obowiązkiem władz publicznych”. Z tego artykułu wynika, że to nie konstytucja, ani nie ustawa, ani nie inny akt prawa stanowionego lub jakieś orzeczenie sądowe albo zwyczaj prawny lub zgodna opinia przedstawicieli doktryny prawniczej, ale sama „godność ludzka” jest źródłem wolności i praw, jakie posiadają polscy obywatele i inni ludzie oraz jakim ze strony organów polskiej władzy publicznej winny jest szacunek i jakim organy te mają zapewnić ochronę.
Do poczucia tego co sprawiedliwe odwołują się też w Polsce tzw. zasad współżycia społecznego i zwroty podobnego rodzaju, jakimi często posługuje się polski Kodeks cywilny. 
W prawie międzynarodowym z prawa natury biorą się podstawowe zasady prawa międzynarodowego, takie jak np.: zasada, że umów należy dotrzymywać, zakaz popełniania zbrodni przeciwko ludzkości i prowadzenia wojny zaczepnej, zakaz stosowania tortur i uprawiania niewolnictwa czy prawo narodów do samostanowienia.